# Smečno (zámek)
Zámek Smečno je původně gotický hrad přestavěný ve druhé polovině 16. století na renesanční zámek. Stojí ve stejnojmenném městě ve Středočeském kraji. V současné době je veřejnosti přístupný pouze park, neboť vnitřní prostory slouží pro potřeby domova pro osoby se zdravotním postižením.

## Dějiny

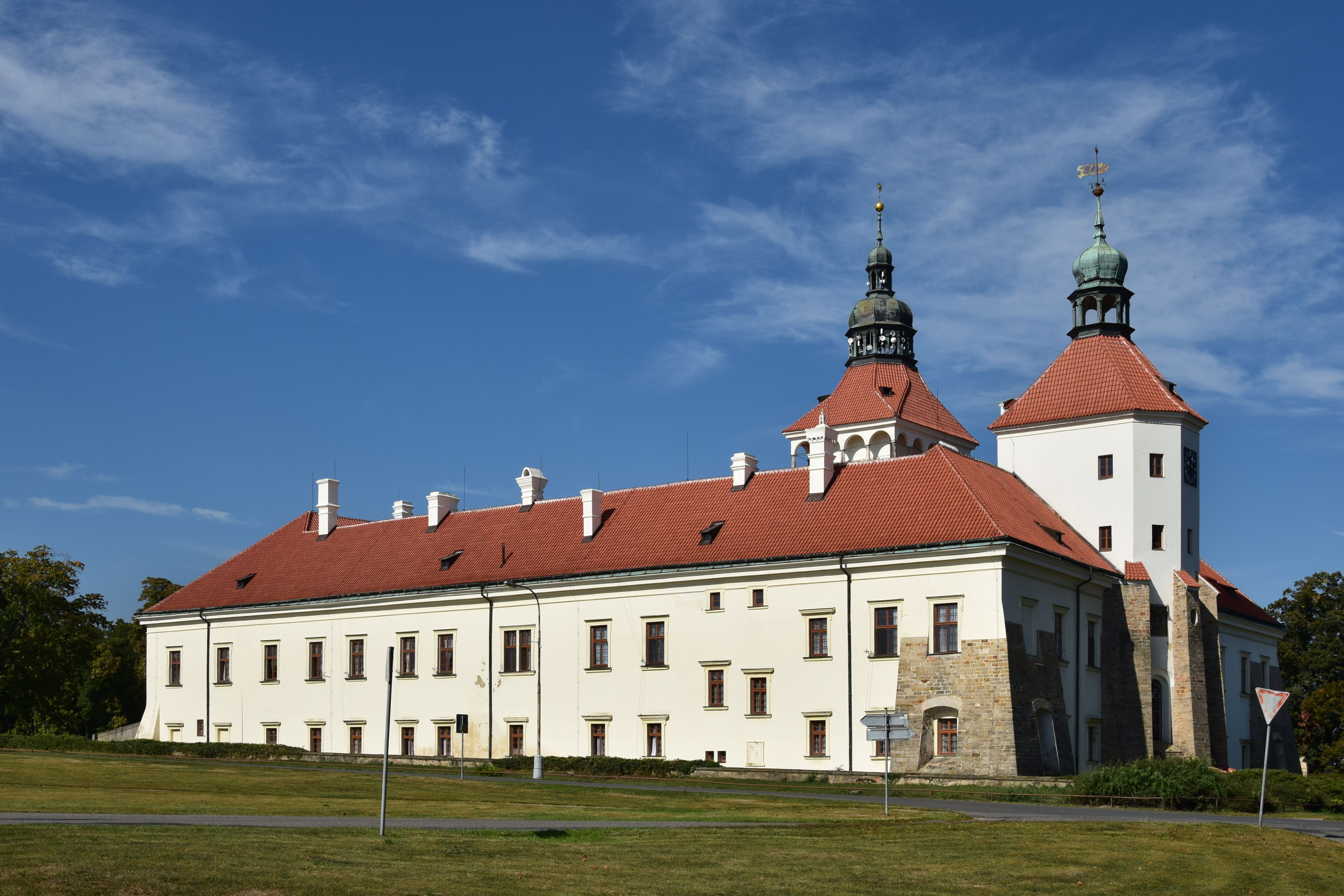
Jižní strana zámku

První písemná zmínka o zdejší tvrzi, která původně stávala na místě dnešního zámku, je z roku 1252. Majitelem panství tehdy byl vladyka Boleslav ze Smečna, jehož potomci Smečno roku 1322 prodali jistému Vítkovi z pozdějšího rodu Kamenických ze Smečna.
V letech 1416–1418 Smečno s tvrzí koupil rod Martiniců, kterým se panství na pět set let stalo domovským. Markvart z Martinic byl prvním z řady majitelů z tohoto rodu. Poté, co se jeho hlavou stal Bořita II. z Martinic, dvorní maršálek králů Ladislava Pohrobka a Jiřího z Poděbrad, zažilo panství celkový rozkvět a před rokem 1460 byla stará tvrz přestavěna na gotický hrad.
Smečno (tehdy zvané Muncifaj, což byla zkomolenina latinského mons fagi – buková hora) bylo roku 1510 povýšeno na městečko a roku 1515 na město. Jeho majitel, Hynek Bořita z Martinic, se roku 1522 stal nejvyšším zemským sudím. Okolo roku 1586 se Jiří Bořita z Martinic rozhodl přestavět staré a dobovým nárokům na bydlení renesančního aristokrata již nevyhovující sídlo. Z původní stavby ponechal pouze věže a jinak nechal vystavět nový zámek v renesančním stylu. Po třicetileté válce 1630 prošel zámek důkladnou přestavbou, další úpravy zámku a parku proběhly ve druhé čtvrtině 18. století, kdy došlo i ke stavbě barokní sala terreny. V letech 1950–1955 byl zámek využit pro ubytování 57. pomocného technického praporu, jehož příslušníci nuceně pracovali v dolech v okolí Kladna, především v Libušíně.

## Popis

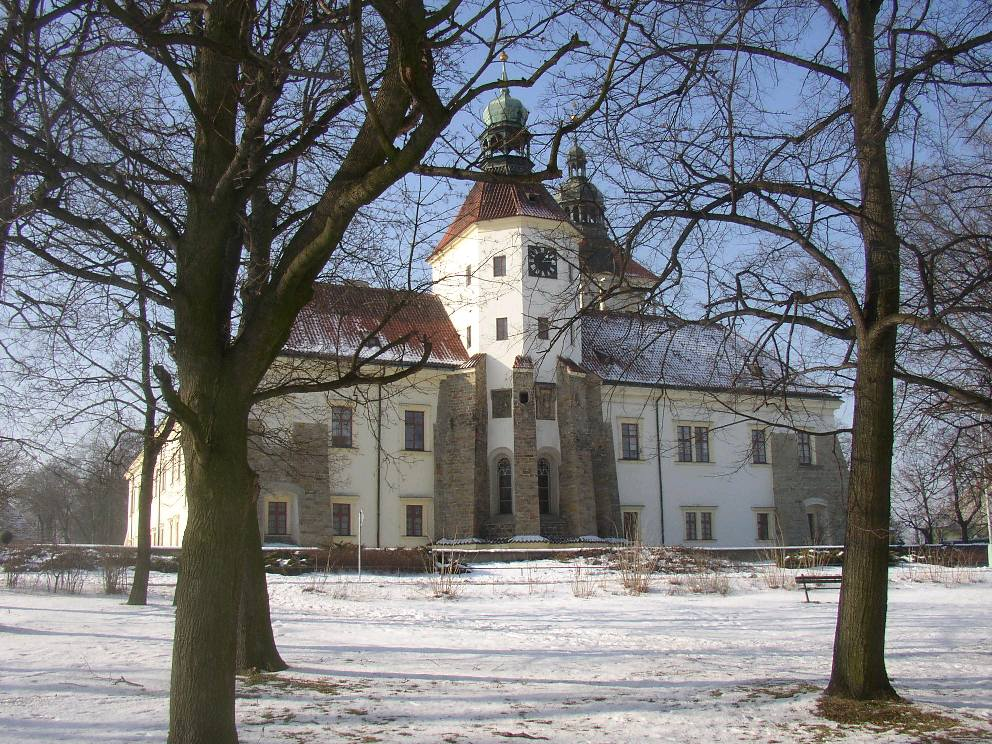
Zámek od východu

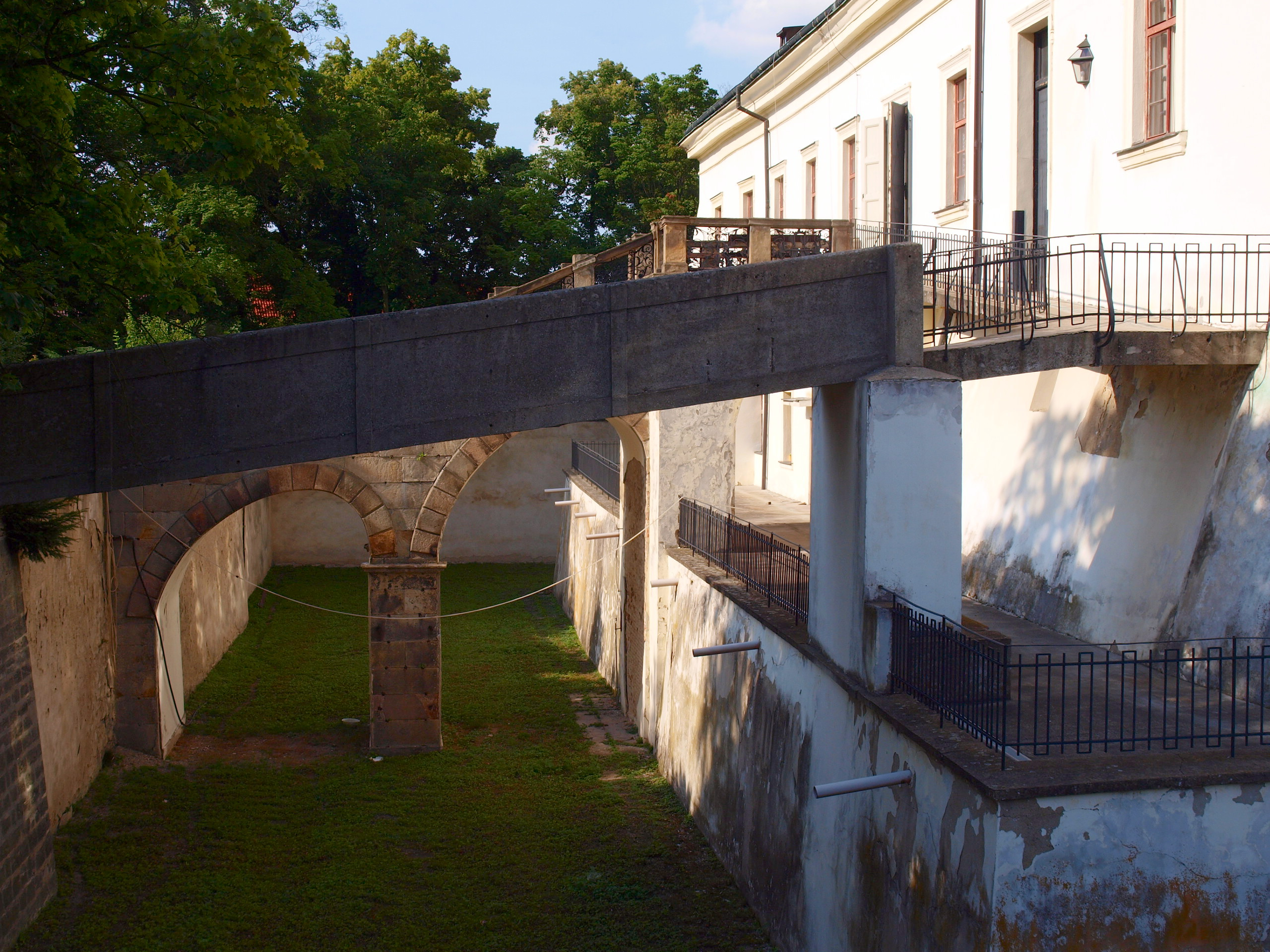
Zámecký příkop

Podobu tvrze ani pozdně gotického hradu neznáme. Je pravděpodobné, že měl obdélný nebo mírně lichoběžníkový půdorys. Z jeho staveb se ve hmotě zámku dochovala nejspíše spodní část věže v jihozápadním nároží a především hradní kaple s polygonálním závěrem. Gotického původu by mohla být také vstupní věž v ose severního křídla.
Zámek má čtyři jednopatrová křídla kolem nepravidelně obdélného dvora a je obklopen příkopem, původně vodním. Z východního křídla mírně vystupuje polygonální věž s vnějšími pilíři, v jejímž přízemí se nachází kaple svaté Anny z roku 1460. Na nárožích zámku jsou masivní pilíře. V severním křídle je mohutná čtverhranná vstupní věž s ochozem a renesančními arkádami pod střechou. Bohatě zdobeným portálem v přízemí věže se do zámku vstupuje po mostě přes příkop. Ve východním i západním křídle jsou v obou podlažích zazděné arkády, ve východním křídle je manýristický portál z roku 1630.
Pozdně gotická kaple svaté Anny z roku 1460 je obdélná s pětibokým závěrem a síťovou klenbou, na svornících jsou znaky Bořity z Martinic a jeho ženy Anny z Kunvaldu. Nad oltářem je pozdně gotická archa s reliéfy svaté Anny a dalších světic, na zadní straně čtyři malované světice. V patře je velký sál se štukovým stropem, chodba jižního křídla má malované renesanční stropy, ve východní části trámový malovaný strop. Před zámkem jsou dva obelisky z 18. století.
V zámeckém parku, upraveném po anglickém způsobu, jsou sochy Pomony, Flóry, Samsona a Herkula z první poloviny 18. století. Sala terrena je obdélná patrová stavba s mansardovou střechou, postavená snad podle návrhu Kiliána Ignáce Dientzenhofera ze druhé čtvrtiny 18. století. Na severní straně má bohatě zdobený trojosý rizalit se štítem. Vnitřek je klenut plackovou klenbou s freskou Jana Karla Kováře z doby kolem roku 1745.

## Galerie

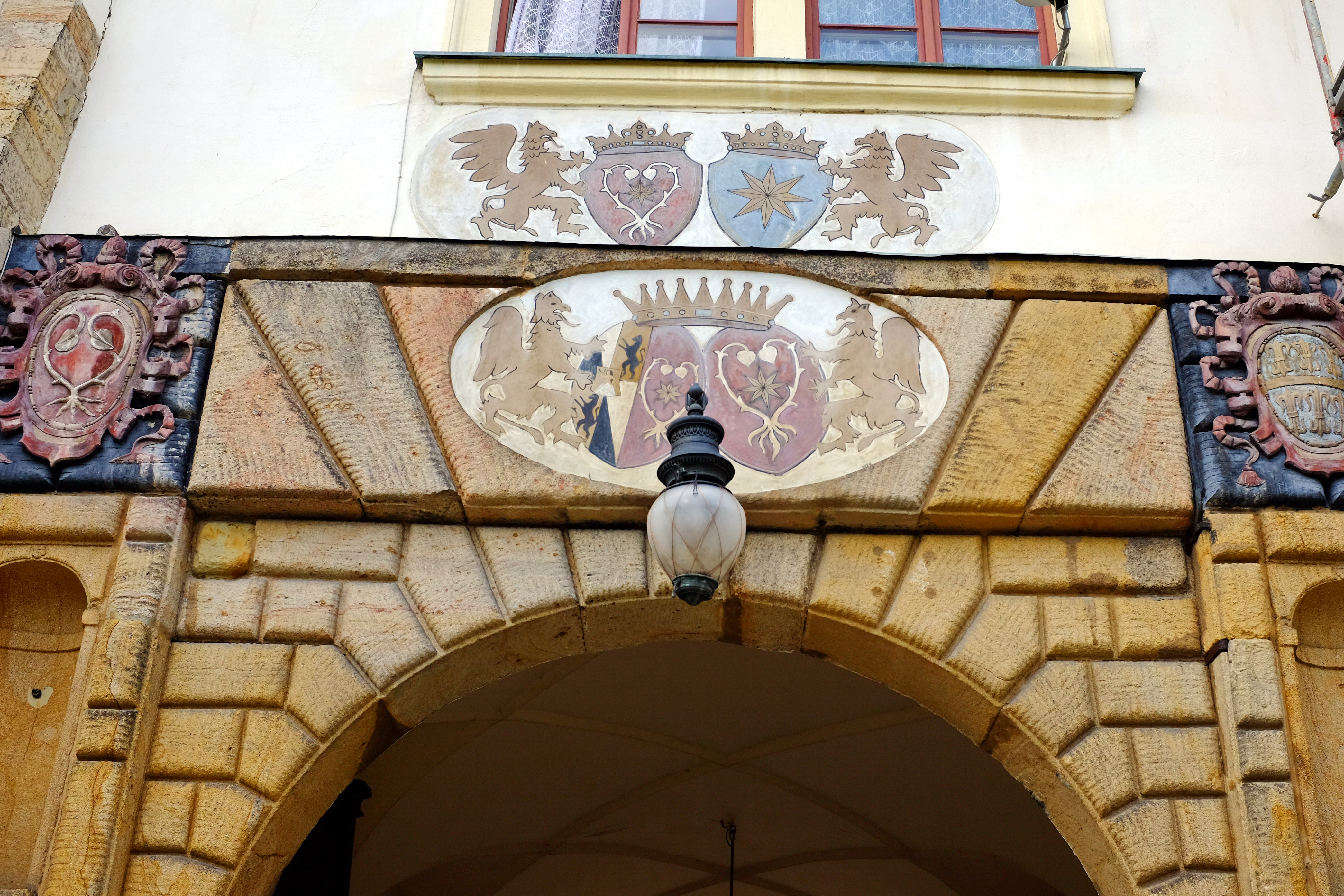
Heraldická výzdoba vstupního portálu
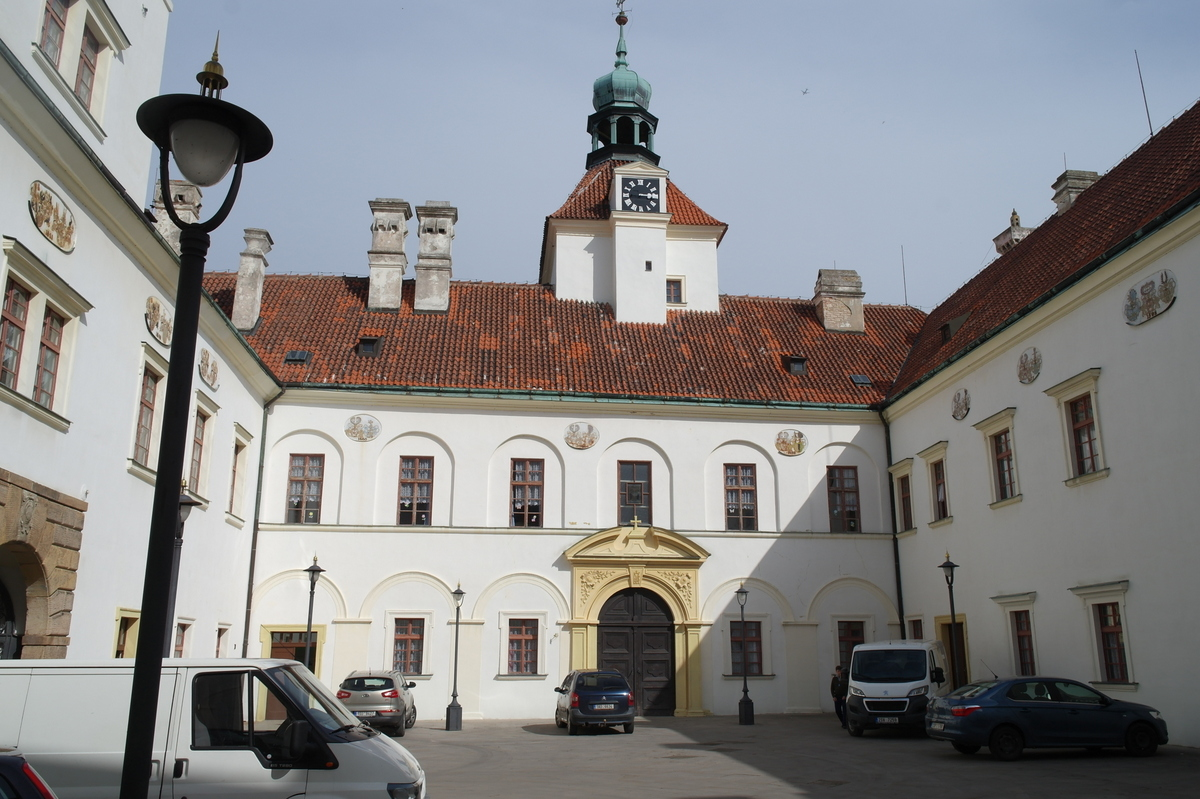
Nádvoří zámku
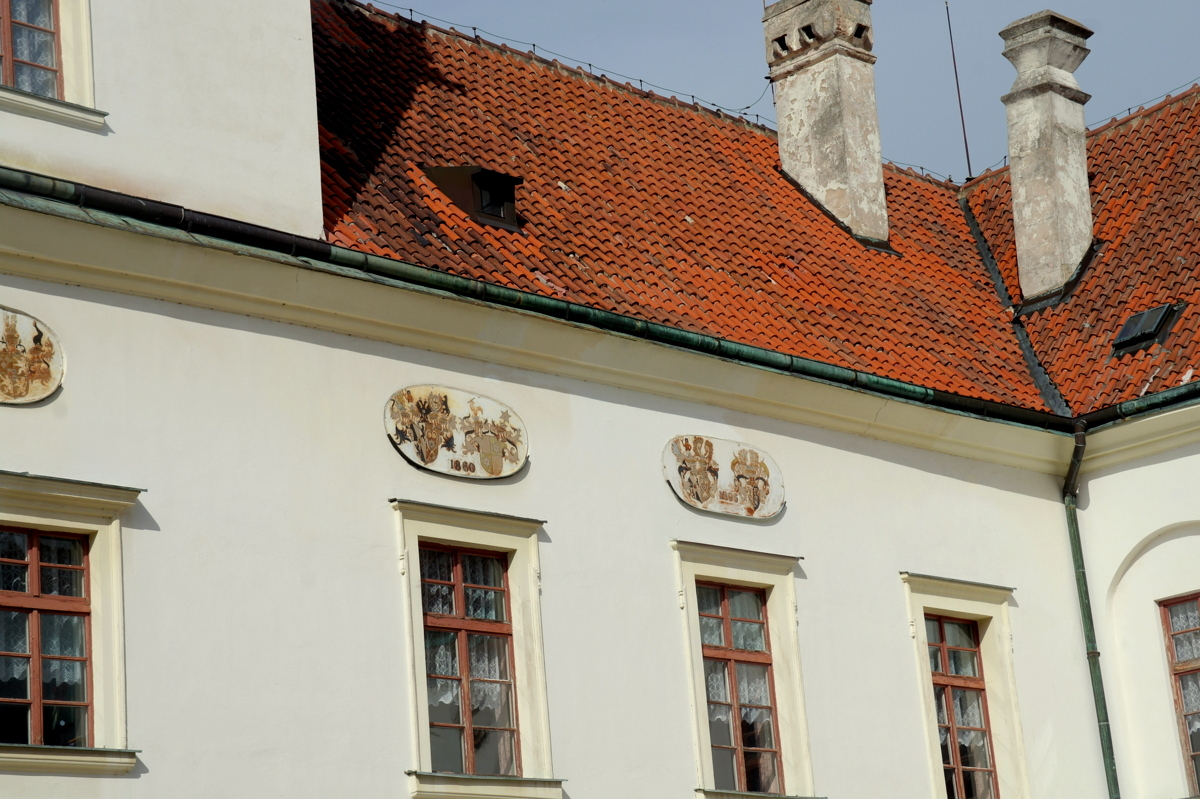
Část erbovní galerie v nádvoří zámku
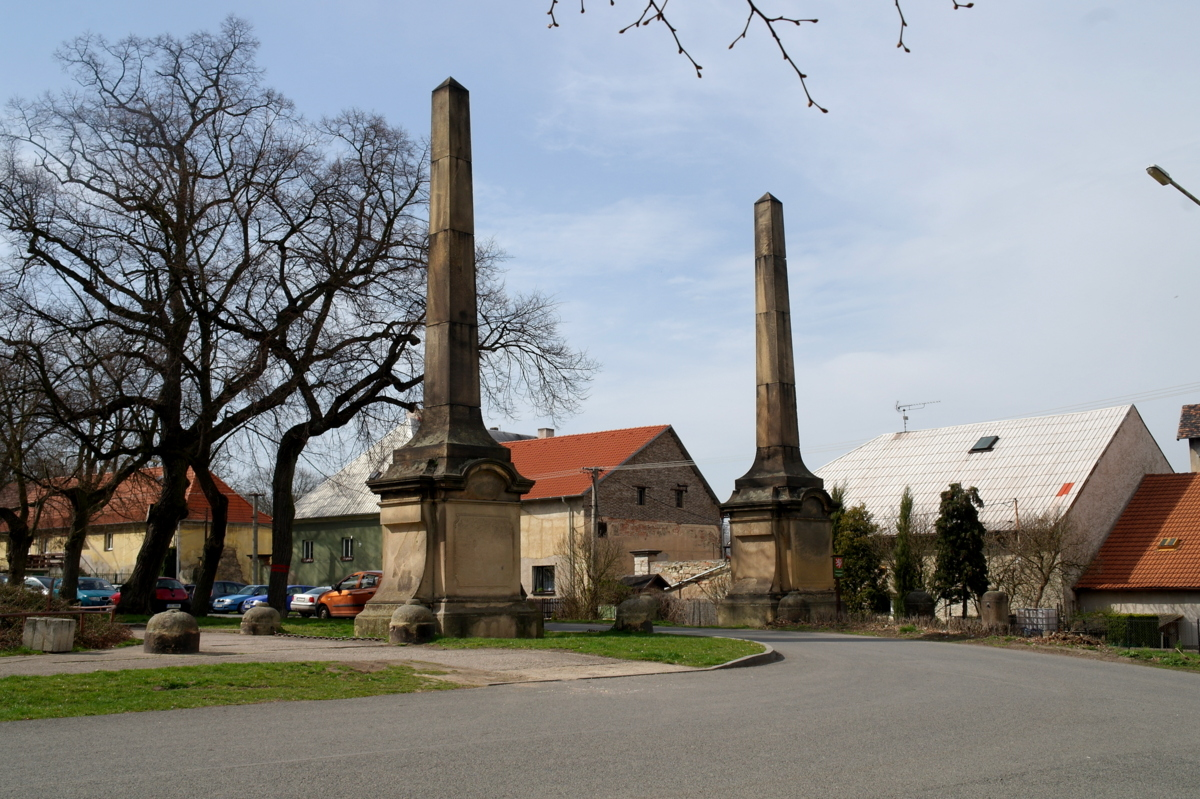
Obelisky při vstupu do zámeckého areálu
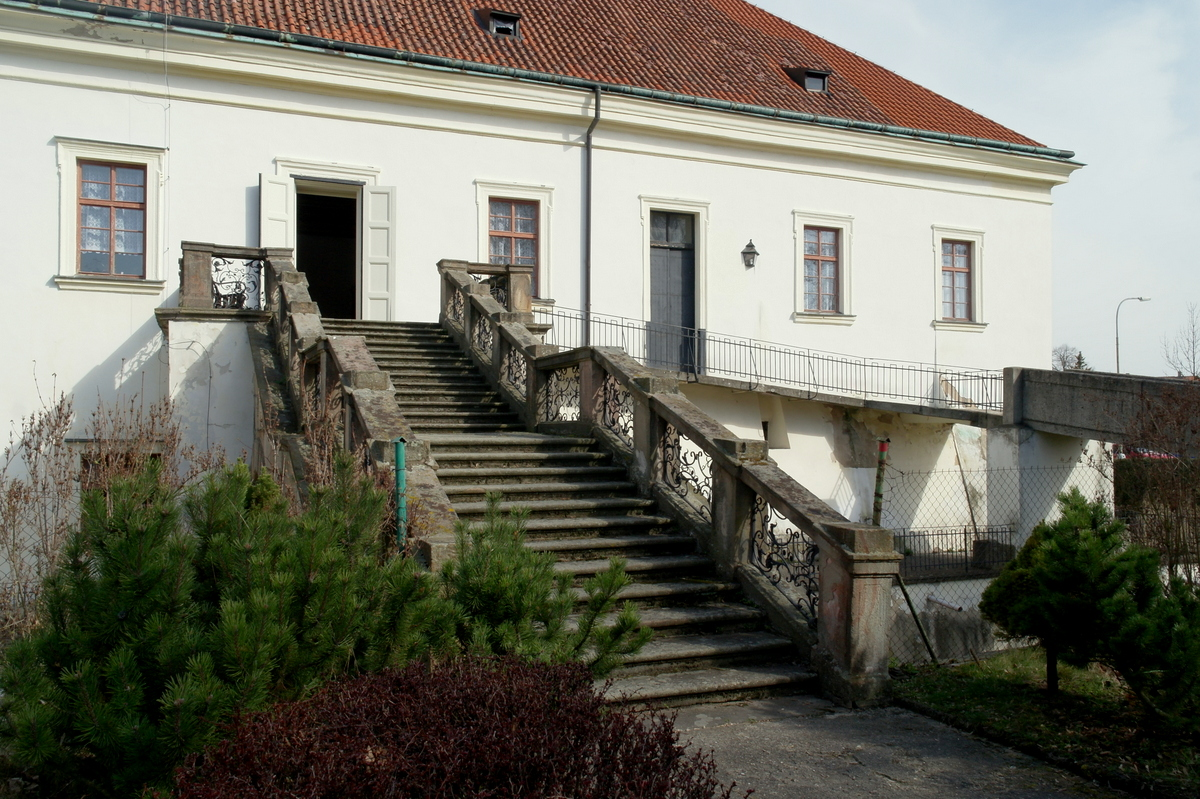
Schodiště do parku
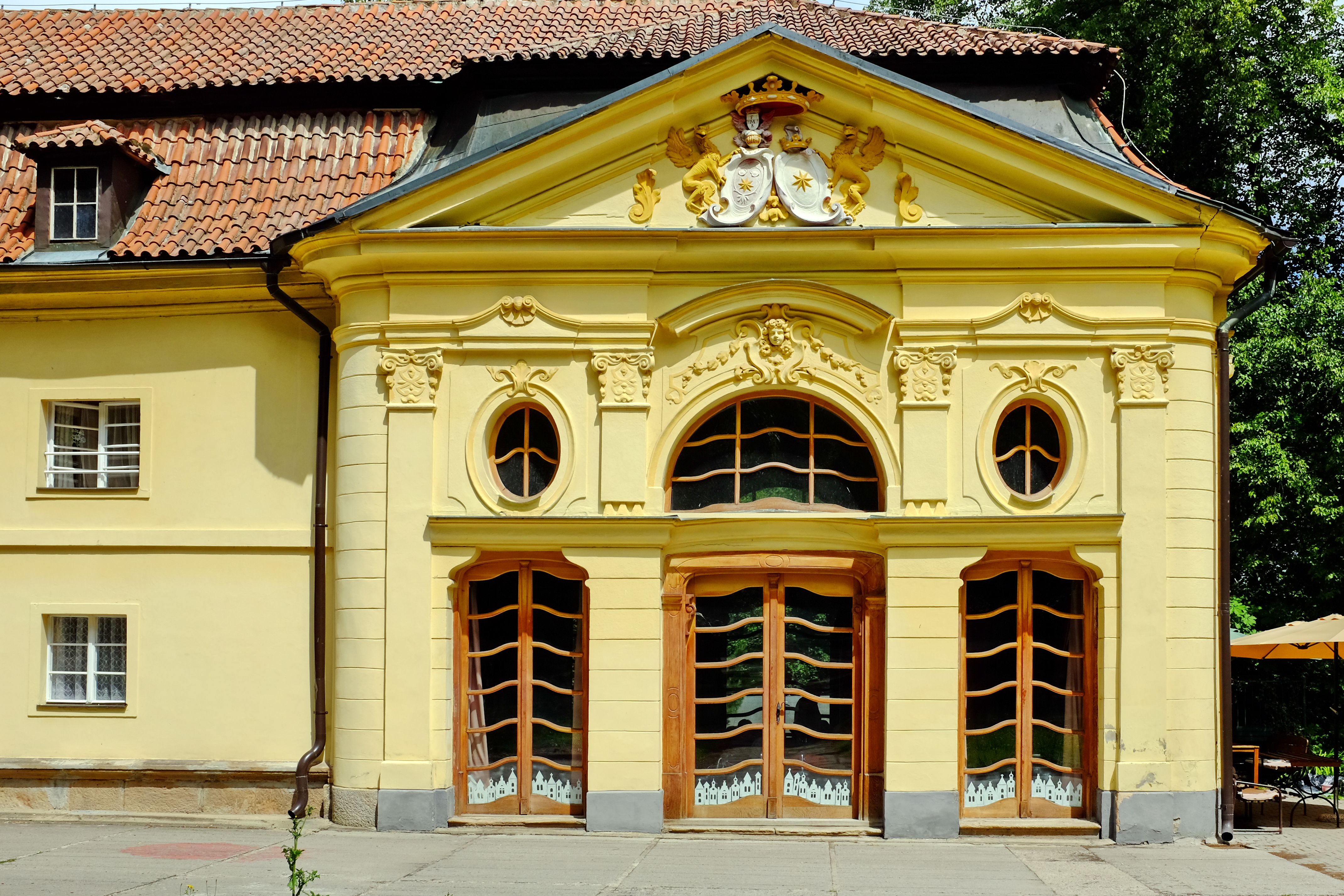
Vstup do hlavního sálu salla tereny
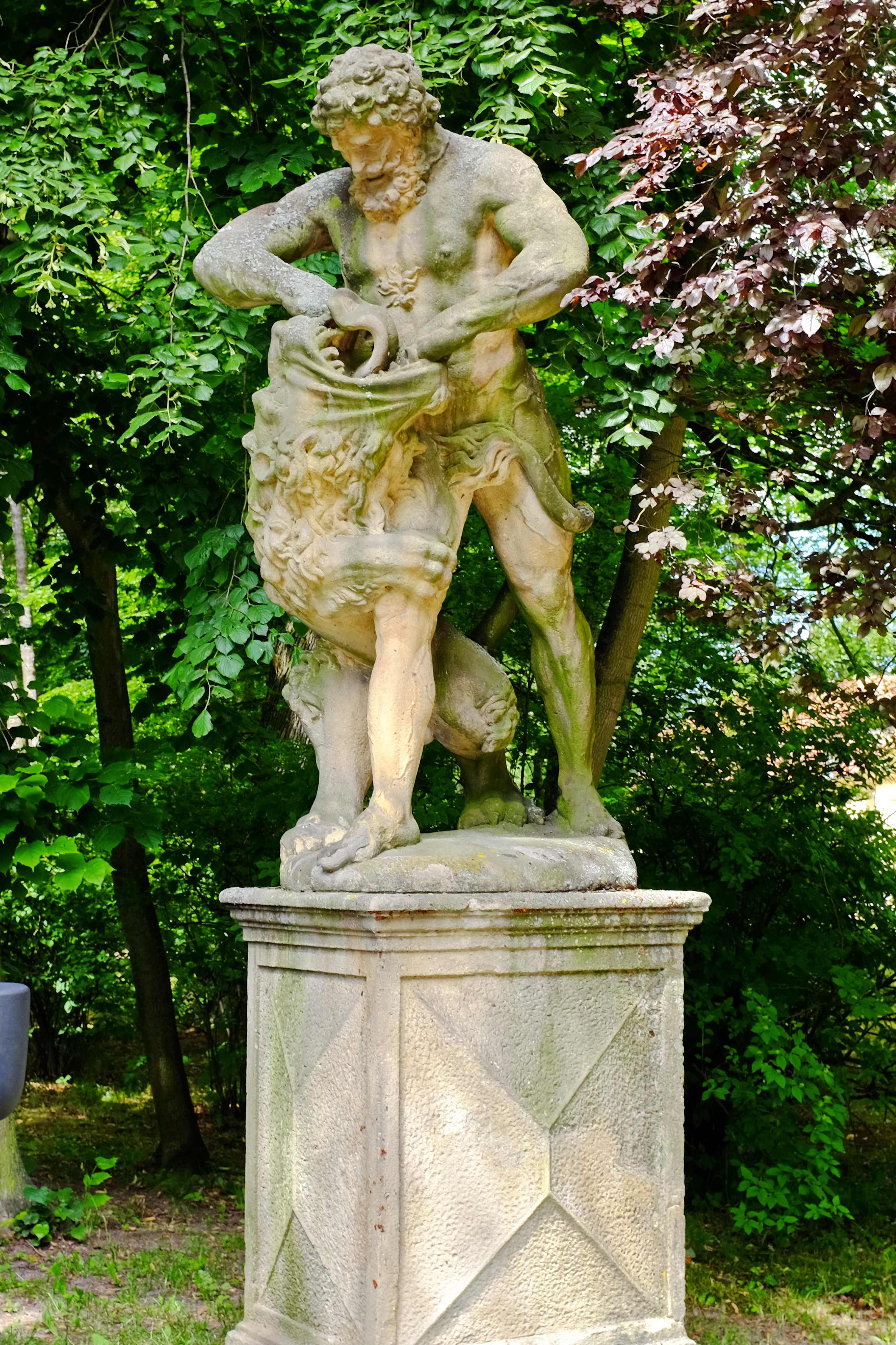
Socha Herkula v zámeckém parku
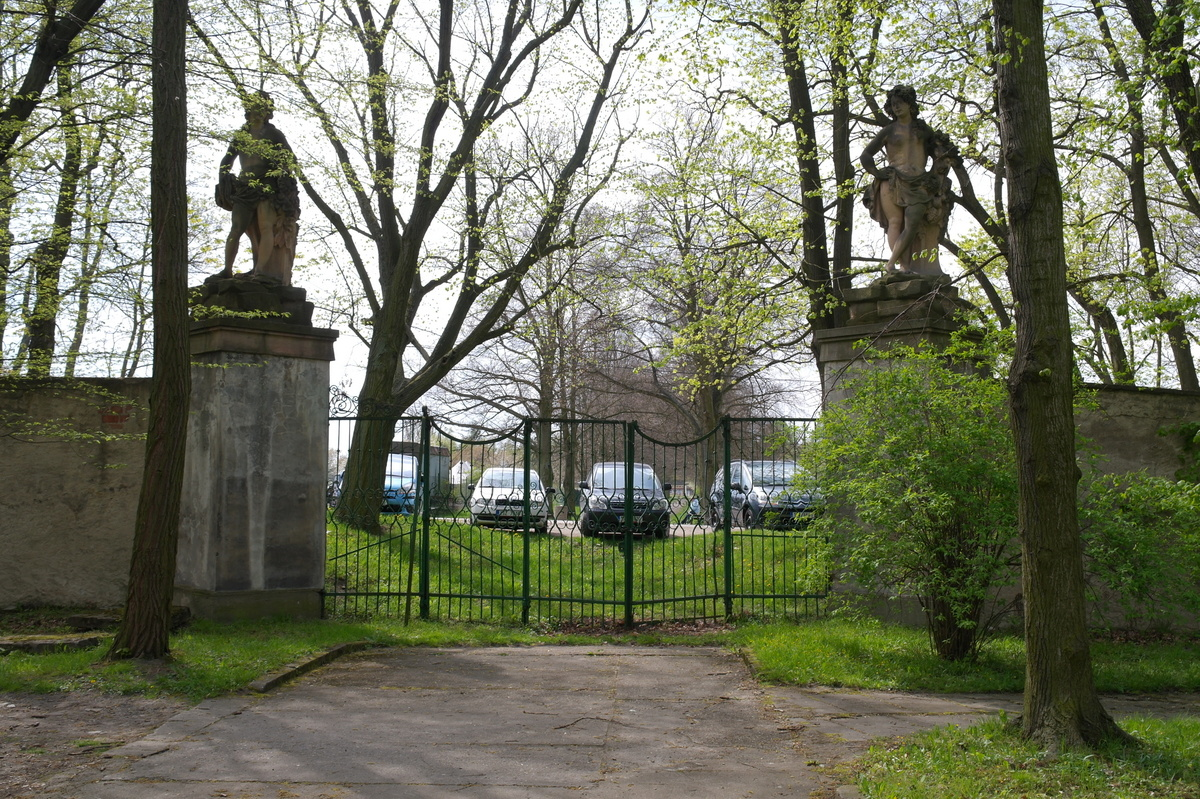
Zadní vstup do zámecké zahrady, ze kterého se vyjíždělo do lipové aleje k zámečku Šternberk